# Cabo San Felipe

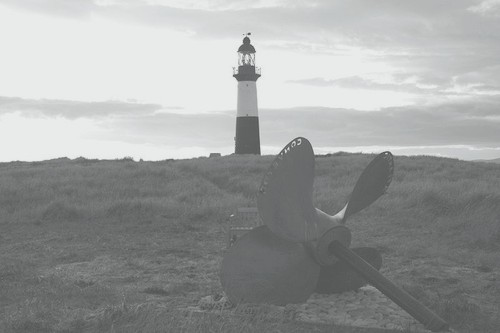
Faro Cabo San Felipe en abril de 2008

El Cabo San Felipe (en inglés: Cape Pembroke) es el punto más oriental de la isla Soledad, y se ubica en el extremo este de la península Giachino. Allí se encuentra un faro automatizado.
Al noroeste de este cabo emergen las islas Tussac, mientras que al oriente se hallan las Rocas Foca. 

## Faro
El faro Cabo San Felipe es de 18 metros de alto y posee un sistema automatizado, fue construido en 1855 y reconstruido en 1906 y fue restaurado en la década de 1990. Anteriormente, en la cercana Roca Billy en alta mar habían reclamado quince buques, y no existía alguna "marca".
El faro original utilizaba aceite de canola, pero se quemaban alrededor de mil galones al año, entonces se reemplazó por petróleo. Cuando fue reconstruida en 1906, comenzó a utilizarse parafina y trabajaba con un reloj. Después de la Segunda Guerra Mundial una estructura menos romántica fue construida hacia el este.
En la actualidad, el faro del Cabo San Felipe es un edificio protegido.

## Granja de James Smith
A finales del siglo XIX, la península del cabo era una pequeña granja, que el gobierno de las islas arrendaba a James Smith, de Puerto Argentino/Stanley. Hacia esos años había muy pocas y pequeñas granjas en las islas y James Smith era ferviente en su apoyo a la reforma agraria. Hacia ese entonces la Falkland Islands Company ya comenzaba a constituirse como un monopolio que tenía propiedad sobre la mayor parte del archipiélago.